# Cristóbal de Aguilar

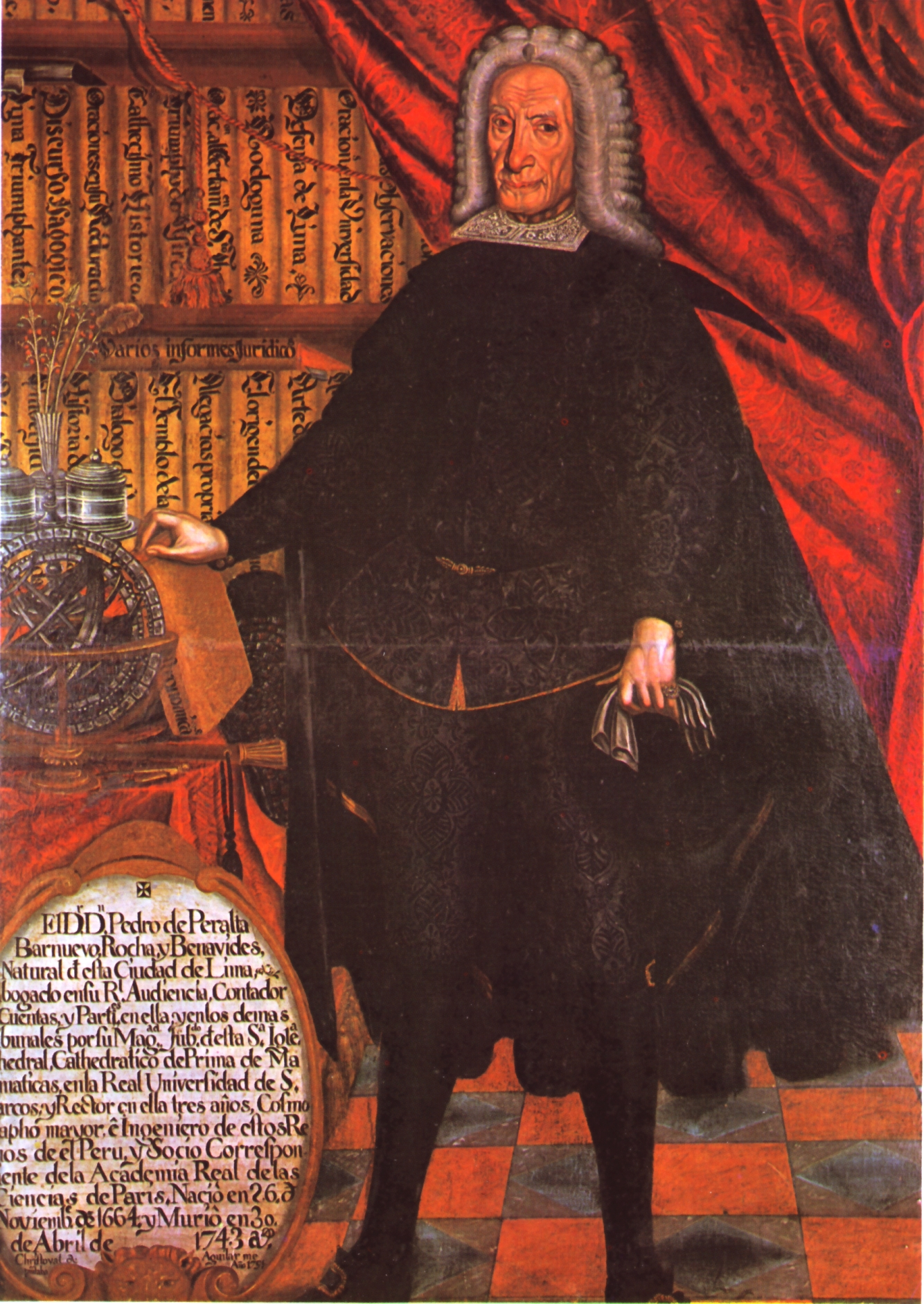
Pedro de Peralta Barnuevo, 1751, óleo sobre lienzo, 165 x 123 cm. Lima, Museo de Arte de San Marcos.

Cristóbal de Aguilar (Lima, siglo XVIII) fue un pintor criollo, especializado en retratar a los miembros de la nobleza limeña y la élite política del Virreinato del Perú.

## Biografía
Cristóbal Aguilar.Aguilar había iniciado su  como retratista de monjas, frailes y catedráticos universitarios. Hacia 1756, por ejemplo, retrataba a la religiosa sor María del Espíritu Santo Matoso. Antes había plasmado la conocida imagen póstuma del polígrafo limeño Pedro de Peralta Barnuevo.
El aprecio por su trabajo se incrementó notablemente al ser convocado por Amat, cuando el enfrentamiento con la clase dirigente limeña distanció al virrey de Bravo de Lagunas, y tal vez del propio Cristóbal Lozano, el otro gran pintor de la época. Aguilar representó varias veces a Amat, aunque su imagen más conocida lo muestra en 1771 como protector del monasterio de las Nazarenas. 
De aspecto un tanto arcaizante, los retratos de Aguilar combinan un realismo incisivo en la descripción de rostros y manos, mientras que los pesados cortinajes y el entorno decorativo evidencian cierta rigidez de ejecución, sobre todo si se comparan con los ampulosos paños y el refinamiento cromático de Lozano.

## Obras conocidas
- Retrato de José Bernardo de Tagle y Bracho, I Marqués de Torre Tagle (atribuido)
- Retrato de Rosa Juliana Sánchez de Tagle, I Marquesa de Torre Tagle (atribuido)
- Retrato de Nicolasa Ontañón y Valverde, III Condesa de las Lagunas (atribuido)